# Alexander Frick
Alexander Frick (ur. 18 lutego 1910 w Schaan, zm. 31 października 1991 tamże) – liechtensteiński polityk, działacz Postępowej Partii Obywatelskiej, premier Liechtensteinu (1945–1962), przewodniczący Landtagu.

## Życiorys
Jego rodzicami byli rolnik Alexander i jego żona Theresia z domu Wagner, miał dziewięcioro rodzeństwa. W 1939 zawarł związek małżeński z Hildegard z domu Kranz, z którą miał dziewięcioro dzieci. W latach 1925–1929 kształcił się w kolegium nauczycielskim w Rickenbach. Po ukończeniu nauki pracował jako urzędnik administracji skarbowej, a od 1936 do 1945 pełnił funkcję naczelnika urzędu skarbowego Liechtensteinu. W 1931 zainicjował w księstwie ruch skautowy. W latach 1935–1936 pełnił funkcję prezesa Komitetu Olimpijskiego Liechtensteinu.
Wkrótce po zakończeniu II wojny światowej Josef Hoop odszedł ze stanowiska premiera. 3 września 1945 Alexander Frick został nowym premierem Liechtensteinu z rekomendacji Postępowej Partii Obywatelskiej. Podczas swojego urzędowania opowiadał się za uspokojeniem napięć między środowiskami popierającymi III Rzeszę, a tymi sprzeciwiającymi się nazizmowi. Jego plan obejmował reintegrację społeczną byłych nazistów, ale także ukaranie osób, które popełniły przestępstwa w czasach nazizmu. Ukarane zostały osoby, które były zaangażowane w nieudany zamach stanu z 1939. Po objęciu urzędu Alexander Frick stanął również przed problemem dezerterów z 1 Rosyjskiej Armii Narodowej, którzy pozostali na terenie księstwa. Związek Radziecki zażądał od Liechtensteinu ekstradycji dawnych żołnierzy kolaborującej z Niemcami formacji. Ostatecznie premier postanowił nie wydalać obywateli ZSRR, udzielając im azylu. Podczas jego urzędowania unormowaniu uległy stosunki z Austrią, a także dalej rozwijały się stosunki relacje ze Szwajcarią; Liechtenstein zaczął też aktywnie uczestniczyć w organizacjach międzynarodowych. W polityce wewnętrznej w tym czasie wprowadzono m.in. ubezpieczenia emerytalne i rentowe, utworzono szkołę techniczną Abendtechnikum Vaduz, powstawały liczne nowe miejsca pracy w sektorze przemysłowym i obniżono opodatkowanie przedsiębiorców. Prowadził przy tym dość restrykcyjną politykę imigracyjną.
22 czerwca 1962 ze względów zdrowotnych złożył rezygnację z funkcji premiera, kończąc urzędowanie 16 lipca tegoż roku. Był przewodniczącym rady Abendtechnikum Vaduz, a także przewodniczącym rad dyrektorów w Liechtensteinische Kraftwerke i Ivoclar-Vivadent. W latach 1966–1974 sprawował mandat posła do Landtagu, pełnił funkcje jego przewodniczącego (1966–1970) i wiceprzewodniczącego (1970–1974).
W 1961 otrzymał doktorat honoris causa Uniwersytetu we Fryburgu. Odznaczony Wielkim Krzyżem z Brylantami Orderu Zasługi Księstwa Liechtenstein (1967).